# Florencia Benítez
Florencia Benítez é uma atriz e cantora argentina conhecida por atuar como Jade LaFontaine em Violetta, série da Disney Channel América Latina.

## Biografia
Florencia começou sua carreira no teatro quando, em 2006, interpretou Esmeralda na peça El Jorobado de París do diretor Pepe Cibrián Campoy e do compositor Ángel Mahler e mais tarde, em 2007, interpretou Lucy na peça Drácula, el musical também do diretor Pepe Cibrián Campoy e do compositor Ángel Mahler, ambas no Teatro Opera.
Florencia Benítez tem manifestado seu apoio a coligação política trotskista Frente de Izquierda y de los Trabajadores, participando em uma gravação ao vivo do hino "A Internacional" em apoio a candidatura presidencial de Nicolás del Caño.

## Televisão
| Año         | Título                   | Papel                      |
| ----------- | ------------------------ | -------------------------- |
| 2010 - 2011 | Sueña Conmigo            | Teresa Grossi              |
| 2012 - 2015 | Violetta                 | Jade LaFontaine            |
| 2013 - 2014 | Los vecinos en guerra    | Alina                      |
| 2013 - 2014 | Solamente vos            | Wendy Planner              |
| 2017        | Heidi, bienvenida a casa | Srta. Rottenmeier/Susy Rot |
| 2019        | Go! Vive a Tu Manera     | Florencia                  |

## Teatro
| Año  | Título                                  | Papel     |
| ---- | --------------------------------------- | --------- |
| 2006 | El Jorobado de París                    | Esmeralda |
| 2007 | Drácula, el musical                     | Lucy      |
| 2008 | Coplas, zarzuelas y la corte del faraón |           |
| 2009 | Che, el musical argentino               |           |
| 2012 | La corte de Faraón                      | Lota      |
| 2012 | Memorias de Poetas                      |           |
| 2013 | Borracho, un after musical              |           |
| 2014 | Priscilla, reina del desierto           | Diva      |